# Liste von Hallo-Welt-Programmen/Assembler
Diese Liste von Hallo-Welt-Programmen von Assemblersprachen enthält kleine Computerprogramme, die  auf einfache Weise zeigen, welche Anweisungen für ein vollständiges Programm in einer Programmiersprache benötigt werden.

## Zweck
Aufgaben dieser Hallo-Welt-Programme ist, den Text Hallo Welt! in einem einfachen Programm auszugeben. Weitere Programme sind verfügbar:
- Höhere Programmiersprachen
- Sonstige

## x86-CPU

### DOS (COM-Datei), MASM, TASM
```
.MODEL
 
Tiny

.CONST

 
HW
     
DB
      
"
Hallo
 
Welt
!
$
"

.CODE

.org
 
100
h

start:

  
MOV
 
DX
,
 
OFFSET
 
DGROUP
:
HW

  
MOV
 
AH
,
 
09
H

  
INT
 
21
H

  
RET

end
 
start

```

### DOS (EXE-Datei), MASM, TASM
```
.MODEL
 
Small

.STACK
 
100
h

.CONST

  
HW
      
DB
      
"
Hallo
 
Welt
!
$
"

.CODE

start:

  
MOV
 
AX
,
@
data

  
MOV
 
DS
,
AX

  
MOV
 
DX
,
 
OFFSET
 
DGROUP
:
HW

  
MOV
 
AH
,
 
09
H

  
INT
 
21
H

  
MOV
 
AH
,
 
4
Ch

  
INT
 
21
H

end
 
start

```

### DOS, FASM
```
'''
FASM
 
example
 
of
 
writing
 
16
-
bit
 
DOS
 
.COM
 
program
'''

; Kompilieren: "FASM HELLO.ASM HELLO.COM"

  
org
  
$100

  
use16

  
mov
  
ah
,
9

  
mov
  
dx
,
hello

  
int
  
$21
    
; Textausgabe

  
mov
  
ah
,
$4C

  
int
  
$21
    
; Programm beenden

hello
 
db
 
'
Hallo
 
Welt
 
!!!
$
'

```

### Windows, FASM
```
; Ausgabe in Messagebox (ohne Titel) mit OK-Button

include
 
'
win32ax.inc
'

.code

  
start:

        
invoke
  
MessageBox
,
HWND_DESKTOP
,
text
,
""
,
MB_OK

        
invoke
  
ExitProcess
,
0

.end
 
start

.data

text:
   
db
 
"
Hallo
 
Welt
!
"
,
0

```

### Linux

#### AT&T-Syntax
```
# Kompilieren mit

# "as -o hallo.o hallo.s; ld -o hallo hallo.o"

    
.section
 
.data

s:
 
.string
 
"Hallo Welt!\n"

    
.section
 
.text

    
.globl
 
_start

_start:

    
movl
 
$4
,
%eax
      
# Syscall-ID 4 (= sys_write)

    
movl
 
$1
,
%ebx
      
# Ausgabe-Dateideskriptor stdout (= 1)

    
movl
 
$s
,
%ecx
      
# Adresse des ersten Zeichens der Zeichenkette

    
movl
 
$12
,
%edx
     
# Länge der Zeichenkette (12 Zeichen)

    
int
 
$0x80
         
# Softwareinterrupt 0x80, um Syscall (write(1,s,12)) auszuführen

    
movl
 
$1
,
%eax
      
# Syscall-ID 1 (= sys_exit)

    
movl
 
$0
,
%ebx
      
# Rückgabewert 0 (= alles in Ordnung)

    
int
 
$0x80
         
# Softwareinterrupt 0x80 um Syscall (exit(0)) auszuführen

```

#### Intel-Syntax
```
; Befehl zum Assemblen: nasm -felf hello.s

;                  && ld -o hello hello.o

    
section
 
data

hello
 
db
  
"
Hallo
 
Welt
!
"
,
0xa

len
   
equ
 
$-hello

    
section
 
text

    
global
  
_start

_start:

    
mov
 
eax
,
 
4
 
; write(stdout, hello, len)

    
mov
 
ebx
,
 
1

    
mov
 
ecx
,
 
hello

    
mov
 
edx
,
 
len

    
int
 
80
h

    
mov
 
eax
,
 
1
 
; exit(0)

    
mov
 
ebx
,
 
0

    
int
 
80
h

```

### x86-CPU, FreeBSD, Intel-Syntax
```
  
section
 
.data

    
hello_world
 
db
 
'
Hallo
 
Welt
!
'
,
 
0x0a

    
hello_world_len
 
equ
 
$
 
-
 
hello_world

  
section
 
.text

    
align
 
4

    
sys:

      
int
 
0x80

      
ret

    
global
 
_start

    
_start:

      
push
 
hello_world_len

      
push
 
hello_world

      
push
 
1

      
mov
 
eax
,
 
4

      
call
 
sys

      
push
 
0

      
mov
 
eax
,
 
1

      
call
 
sys

```

## PowerPC-CPU, Linux
```
   
# Kompilieren mit "gcc -nostdlib -s hallo.s"

       
.section
    
.rodata

       
.align
 
2

   
.s:

       
.string
 
"Hallo Welt!\n"

       
.section
    
".text"

       
.align
 
2

       
.globl
 
_start

   
_start:

       
li
 
0
,
4
          
# SYS_write

       
li
 
3
,
1
          
# fd = 1 (stdout)

       
lis
 
4
,.
s@ha
     
# buf = .s

       
la
 
4
,.
s@l
(
4
)

       
li
 
5
,
12
         
# len = 12

       
sc
              
# syscall

       
li
 
0
,
1
          
# SYS_exit

       
li
 
3
,
0
          
# returncode = 0

       
sc
              
# syscall

```

## MMIX, MMIXAL
```
 
string
  
BYTE
  
"
Hallo
 
Welt
!
"
,
#a,0  % auszugebende Zeichenkette (#a ist ein Zeilenumbruch,

                                   
%
 
0
 
schließt
 
die
 
Zeichenkette
 
ab
)

 
Main
    
GETA
  
$255
,
string
         
%
 
Adresse
 
der
 
Zeichenkette
 
in
 
Register
 
$255
 
ablegen

         
TRAP
  
0
,
Fputs
,
StdOut
      
%
 
Zeichenkette
,
 
auf
 
die
 
mit
 
Register
 
$255

                                   
%
 
verwiesen
 
wird
,
 
nach
 
''
StdOut
''
 
ausgeben
 
(
Systemaufruf
)

         
TRAP
  
0
,
Halt
,
0
            
%
 
Prozess
 
beenden

```

## 680x0-CPU, Amiga
```
           
; Getestet mit ASM-One V1.01

           
move.l
  
4
.w
,
a6

           
lea
     
dosn
(
pc
),
a1

           
jsr
     
-408
(
a6
)
        
; OldOpenLibrary

           
move.l
  
d0
,
a6

           
lea
     
s
(
pc
),
a0

           
move.l
  
a0
,
d1

           
jsr
     
-948
(
a6
)
        
; PutStr

           
move.l
  
a6
,
a1

           
move.l
  
4
.w
,
a6

           
jsr
     
-414
(
a6
)
        
; CloseLibrary

           
moveq
   
#0
,
d0

           
rts

   
dosn:
   
dc.b
    
"
dos.library
"
,
0

   
s:
      
dc.b
    
"
Hallo
 
Welt
!
"
,
10
,
0

```

## PA-RISC-CPU, HP-UX
```
   
; Kompiliert und getestet mit

   
; "as hallo.s ; ld hallo.o /usr/ccs/lib/crt0"

   
; unter HP-UX 11.0 auf einer HP9000/L2000

           
.LEVEL
 
1
.1

           
.SPACE
 
$TEXT$

           
.SUBSPA
 
$LIT$
,
ACCESS
=
0x2c

   
s
       
.STRING
 
"
Hallo
 
Welt
!
\
x0a
"

           
.SPACE
 
$TEXT$

           
.SUBSPA
 
$CODE$
,
ACCESS
=
0x2c
,
CODE_ONLY

           
.EXPORT
 
_start
,
ENTRY
,
PRIV_LEV
=
3

           
.EXPORT
 
__errno

           
.EXPORT
 
__sys_atexit

   
_start

   
__errno

   
__sys_atexit

           
ldil
    
L
'
0xC0000000
,
%r18

           
ldi
     
4
,
%r22
                  
; SYS_write

           
ldi
     
1
,
%r26
                  
; fd = stdout

           
ldil
    
LR
'
s
,
%r4

           
ldo
     
RR
'
s
(
%r4
),
%r25
          
; buf = s

           
be
,
l
    
4
(
%sr7
,
%r18
)
            
; Syscall

           
ldi
     
12
,
%r24
                 
; len = 12 (Branch delay slot)

           
ldi
     
1
,
%r22
                  
; SYS_exit

           
be
,
l
    
4
(
%sr7
,
%r18
)
            
; Syscall

           
ldi
     
0
,
%r26
                  
; returncode = 0 (Branch delay slot)

```

## SPARC-CPU, Linux
```
; Kompilieren mit "as -o hallo.o hallo.s; ld -o hallo hallo.o"

.section
 
.data

hello_str:

    
.asciz
 
"Hallo Welt!\n"

    
.align
 
4
                
; Speicher muss aligned sein, damit wir später mit ld darauf zugreifen können

hello_str_len:

    
.word
 
.
 
-
 
hello_str
     
; Länge der Zeichenkette (12 Zeichen)

.section
 
.text

.global
 
_start

_start:

    
set
 
4
,
 
%g1
              
; Syscall-ID 4 (= __NR_write)

    
set
 
1
,
 
%o0
              
; Ausgabe-Filedeskriptor STDOUT (= 1)

    
set
 
hello_str
,
 
%o1
      
; Adresse des ersten Zeichens der Zeichenkette

    
set
 
hello_str_len
,
 
%l0
  
; Die Stack-Adresse, an der die Länge der Zeichenkette steht, in local 0 laden

    
ld
 
[
%l0
],
 
%o2
           
; Den Wert auf den local 0 zeigt in out 2 laden

    
t
 
0x110
                 
; Softwareinterrupt 0x110 um Syscall (write(1,hello_str,hello_str_len))auszuführen

    
set
 
1
,
 
%g1
              
; Syscall-ID 1 (= __NR_exit)

    
set
 
0
,
 
%o0
              
; Rückgabewert 0 (= alles ok)

    
t
 
0x110
                 
; Softwareinterrupt 0x110 um Syscall (exit(0)) auszuführen

```

## Assemblersprache (Jasmin)
```
; HelloWorld.j

.bytecode
 
50
.0

.source
 
HelloWorld.java

.class
 
public
 
HelloWorld

.super
 
java
/
lang
/
Object

.method
 
public
 
<
init
>
()
V

  
.limit
 
stack
 
1

  
.limit
 
locals
 
1

  
aload_0

  
invokespecial
 
java
/
lang
/
Object
/<
init
>
()
V

  
return

.end
 
method

.method
 
public
 
static
 
main
([
Ljava
/
lang
/
String
;)V

  
.limit
 
stack
 
2

  
.limit
 
locals
 
1

  
getstatic
 
java
/
lang
/
System
/
out
 
Ljava
/
io
/
PrintStream
;

  
ldc
 
"
Hallo
 
Welt
!
"

  
invokevirtual
 
java
/
io
/
PrintStream
/
println
(
Ljava
/
lang
/
String
;)V

  
return

.end
 
method

```

## MIPS-32 mit erweitertem Befehlssatz
```
# Emulation mit 'spim -f hw.asm'

.data

	
helloworld:
 
.asciiz
 
"Hallo Welt!\n"
   
# 'z' in asciiz für Null-terminierter-string

.text

main:

	
la
 
$a0
,
 
helloworld
                    
# lade Adresse von helloworld

	
li
 
$v0
,
 
4
                             
# print_string

	
syscall

	
li
 
$v0
,
 
10
                            
# Betriebssystem exit-Routine

	
syscall

```

## Arm-Armv7l, Linux
```
.text

.global
 
_start

_start:

        
/* print */

        
mov
     
r2
,
 
$11

        
ldr
     
r1
,
 
=
hw

        
mov
     
r0
,
 
$1

        
mov
     
r7
,
 
$4

        
svc
     
$0

        
/* exit */

        
sub
     
r0
,
 
r0
,
 
r0

        
mov
     
r7
,
 
$1

        
svc
     
$0

.data

hw:

.ascii
 
"Hallo Welt\n"

```

## TAS(Telefunken-Assembler-Sprache)

### TAS
```
--- Hallo Welt am TR440 --
HALLO.=SEGM,
START HALLO, ALARM CIAO, XBASIS INDIZES, UNTPR 7, VORBES (1,0) -- Einzelheiten zum Programmstart --
INDIZES=ASP 256/G -- Indexspeicher ist Teil des Arbeitsspeichers --
VB616=CIAO/AG, 3/H, TXT/A, 2/H, 0 -- Einzelheiten für SSR 6 16 --
TXT=
'
'
*021Hello World
'
'
,
XBA VB616, SSR 6 16 -- Text ausgeben --
CIAO=      SSR 0 12 -- Programmlauf beenden --
ENDE,
```

- Die Sprache ist weitgehend formatfrei: Informationseinheiten (Befehle und Pseudobefehle) werden durch Kommata oder Kommentare begrenzt.
- Kommentare werden zwischen doppelte Minuszeichen eingeschlossen.
- Ein Kommentar, der mit drei Minuszeichen beginnt, wirkt als Seiten-Kopfzeile im Assembler-Protokoll.
- Das Betriebssystem benötigt zum Programmstart fünf Angaben: die Start-Adresse, die Alarm-Adresse (Fortsetzung des Programms nach einem Alarm), Anfangswert der Register BXB und BU, Inhalt des freien Arbeitsspeichers.
- Systemdienste werden mit dem SSR-Befehl aufgerufen.
- Konstanten (wie VB616) und Variable (wie INDIZES) werden im Kompilat automatisch getrennt von den Befehlen abgelegt; daher bezeichnet HALLO den XBA-Befehl (den ersten Befehl in der vorliegenden Quelle).

### TASR
```
--- Hallo Welt am TR440 --
HALLO.=SEGM,
R&DRUCKETEXT (
'
'
Hello World!
'
'
) -- Text ausgeben --
R&ENDE -- Programmlauf beenden --
ENDE,
```

- TASR bietet einen Rahmen für TAS-Programme, die  im Normalmodus ablaufen, und stellt Makros für häufig benötigte Systemdienste zur Verfügung.
- Die 5 Angaben zum Programmstart entfallen, da sie im Rahmenprogramm enthalten sind.
- Alle in diesem Beispiel benötigten Systemdienste können durch Makro-Aufrufe erledigt werden.

## IBM-Mainframe-ASSEMBLER
```
HALLOW
   
CSECT

*

*****************************************************************

*
        
ASSEMBLER-PROGRAMM
 
FUER
 
IBM-MAINFRAME
 
MIT

*
        
STANDARD-REGISTERSICHERUNG
,
 
LAUFFAEHIG
 
UNTER

*
        
DEN
 
GAENGIGEN
 
KLASSISCHEN
 
MAINFRAME-BETRIEBSSYSTEMEN

*
        
(
ALSO
 
JEDENFALLS
 
Z
/
OS
 
UND
 
Z
/
VM
 
UND
 
DEREN
 
VORLAEUFERN
)

*****************************************************************

*

         
STM
   
14
,
12
,
12
(
13
)
      
REGISTER
 
SICHERN

         
LR
    
12
,
15
             
ENTRYPOINT
 
KOPIEREN
 
NACH
 
REG
 
12

         
USING
 
HALLOW
,
12
         
BASISADR
 
=
 
ENTRY
 
POINT

         
LA
    
2
,
SAVEAREA
        
NEUE
 
SAVE
 
AREA
 
EINSTELLEN

         
ST
    
2
,
8
(
13
)
           
VORWAERTSVERKETTUNG
 
SAVE
 
AREAS

         
ST
    
13
,
4
(
2
)
           
RUECKWAERTSVERKETTUNG
 
SAVE
 
AREAS

         
LR
    
13
,
2
              
NEUE
 
SAVE
 
AREA
 
NACH
 
REG
 
13

*

         
OPEN
  
(
AUSGABE
,
OUTPUT
)
  
DD
:
SYSPRINT
 
AUFMACHEN

         
PUT
   
AUSGABE
,
BUFFER
    
AUSGABE
:
 
HALLO
 
WELT
!

         
CLOSE
 
AUSGABE
           
DD
:
SYSPRINT
 
ZUMACHEN

*

         
L
     
13
,
4
(
13
)
          
ALTE
 
SAVE
 
AREA
 
WIEDER
 
EINSTELLEN

         
LM
    
14
,
12
,
12
(
13
)
      
REGISTER
 
ZURUECKLADEN

         
XR
    
15
,
15
             
RETCODE
 
AUF
 
NULL

         
BR
    
14
                
RUECKSPRUNG

*

SAVEAREA
 
DS
    
18
F
               
SAVE
 
AREA

*

AUSGABE
  
DCB
   
DSORG
=
PS
,
MACRF
=
PM
,
DDNAME
=
SYSPRINT
,
RECFM
=
FBA
,
LRECL
=
133

*

BUFFER
   
DC
    
CL133
'
 
HALLO
 
WELT
!
'

*

         
END
   
HALLOW

```

Der Programmcode wird in festgelegten Spaltengrenzen erfasst.
- Spalte 1–8 = Namensfeld (Feldbezeichnung oder Sprungziel)
- Stern in Spalte 1 = Kommentarzeile (neuerdings ist es auch möglich, Zeilen komplett leer zu lassen)
- in Spalte 10 beginnend = Befehlscode
- in Spalte 16 beginnend = Operanden, dahinter (nach Leerstelle) optional beliebige Kommentare
- Spalte 72 = Fortsetzung in der nächsten Zeile, wenn hier ein Zeichen ungleich Blank steht (nötig für lange Literale und Makros mit vielen Parametern)
- die Fortsetzung erfolgt ggf. in der nächsten Zeile immer in der Spalte 16
- Spalte 73–80 = Kennung oder lfd. Nummerierung (optional)

Tatsächlich sind die Spaltengrenzen heute etwas flexibler; z. B. gibt es heute Namen mit mehr als
8 Zeichen; dann beginnen die Befehlscodes nicht in Spalte 10, sondern später. Genauso können
die Parameter auch nach Spalte 16 beginnen. Die Regeln sind wie folgt:
- Ein Name muss immer in Spalte 1 beginnen, wenn vorhanden
- wenn kein Name vorhanden ist, kommt der Befehlscode frühestens in Spalte 2, ansonsten muss er vom Namensfeld durch mindestens ein Blank abgetrennt sein
- genauso bei den Operanden, sie müssen durch mindestens ein Blank vom Befehlscode abgetrennt sein
- und die Kommentare müssen durch mindestens ein Blank von den Operanden abgetrennt sein
- Blanks in Hochkommas zählen dabei nicht (siehe oben die Blanks im String ' HALLO WELT!' in der mit BUFFER markierten Anweisung)
- wenn ein Befehl keine Operanden braucht, kann man ersatzweise ein einfaches Komma codieren

## 6502-CPU, C64
```
;Hello World for 6502 CPU (C64)

;Assembler used: win2c64

    
LDY
 
#$00      ;init loop counter

L0

    
LDA
 
L1
,
Y
      
;load a byte of the text

    
BEQ
 
L2
        
;if zero -> end

    
JSR
 
$FFD2
     
;call CHROUT

    
INY
           
;inc loop counter

    
JMP
 
L0
        
;thanks to paul nicholls

L1

    
.byte
 
"hello world"
,
0

L2

    
RTS

```

## 8048-CPU, Philips G7000
```
start

        
call
    
gfxoff
              
; switch the graphics off

        
mov
     
r0
,
#vdc_char0       ; start char

        
mov
     
r3
,
#20
h
             
; x-position

        
mov
     
r4
,
#20
h
             
; y-position

        
mov
     
r2
,
#0
Bh
             
; length

        
mov
     
r1
,
#hellostr & 0FFh ; the string to print

                                    
; must be in the same page

loop
    
mov
     
a
,
r1
                
; get pointer

        
movp
    
a
,
@
a
                
; get char

        
mov
     
r5
,
a
                
; into to right register

        
inc
     
r1
                  
; advance pointer

        
mov
     
r6
,
#col_chr_white   ; colour

        
call
    
printchar
           
; print it

        
djnz
    
r2
,
loop
             
; do it again

        
call
    
gfxon
               
; lets see what is written

stop
    
jmp
     
stop
                
; Thats all

hellostr
 
db
     
1
Dh
,
 
12
h
,
 
0
Eh
,
 
0
Eh
,
 
17
h
,
 
0
Ch

         
db
     
11
h
,
 
17
h
,
 
13
h
,
 
0
Eh
,
 
1
Ah

```

## Z80-CPU, Amstrad CPC
```
		
ld
 
hl
,
text
              
; address of text into hl

loop:
	
ld
 
a
,(
hl
)
               
; load akku by content at address in hl

		
cp
 
0
                    
; compare to zero

		
ret
 
z
                   
; return if zero

		
call
 
&
bb5a
              
; otherwise print char in akku

		
inc
 
hl
                  
; hl=hl+1

		
jr
 
loop
                 
; relative jump to loop

text:
	
db
 
"
Hello
 
World
!
"
,
0
     
; text with 0 as end mark

```